# Melitta arrogans
Melitta arrogans là một loài ong trong họ Melittidae. Loài này được Smith miêu tả khoa học đầu tiên năm 1879.